# Cypryjskie monety euro
Awersy monet euro bitych dla Cypru

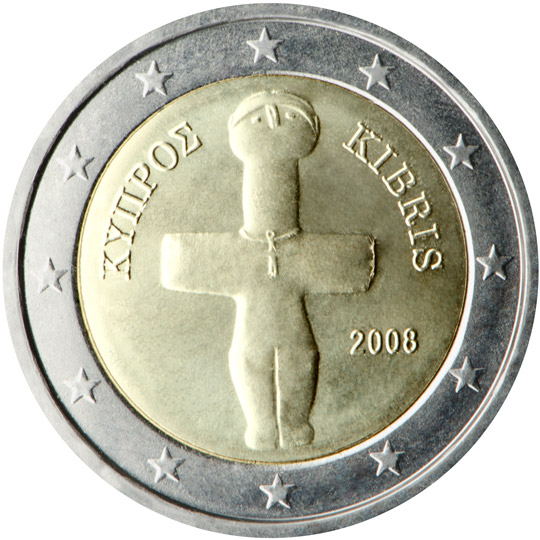
Moneta 2 euro

Waluta Unii Europejskiej, euro, jest od 1 stycznia 2008 roku prawnym środkiem płatniczym również w Republice Cypryjskiej, które zastąpiło funta cypryjskiego.
Konkurs na wizerunki rewersów cypryjskich monet euro rozpoczął się w 2005 roku. Tematy były z góry narzucone projektantom. Początkowo planowano, iż wszystkie projekty monet powinny pochodzić od tego samego autora, ale później zdecydowano się wybrać projekty dwóch osób – Amerykanina Erika Mael i Greczynki Tatiany Soteropoulos.

## Wizerunki monet
- 1 i 2 euro przedstawiają figurkę z epoki miedzi. Datowana na ok. 3000 rok. p.n.e. Znaleziono ją w Pomos, wiosce dystryktu Pafos. Uznaje się za ikonę sztuki prehistorycznej wyspy.
- 10, 20 i 50 centów przedstawiają kyrenię, rodzaj okrętu z czasów starożytnej Grecji symbolizujący wielowiekową tradycję żeglarską Cypru i znaczenie wyspy jako ośrodka handlowego.
- 1, 2 i 5 centów przedstawiają parę muflonów, symbolizują przyrodę Cypru.

## Okolicznościowe 2 euro
Cypr nie wyemitował do tej pory żadnej własnej okolicznościowej monety 2 euro. Brał jednak udział w dwóch emisjach wspólnych: 10. rocznica wprowadzenia waluty euro oraz 10 lat euro w obiegu.
W 2007 przed przyjęciem euro wyemitował monetę o nominale 1 funta cypryjskiego z okazji 50. rocznicy podpisania traktatów rzymskich.